# Terminiers
Terminiers (dawniej Villepion) – miejscowość i gmina we Francji, w Regionie Centralnym, w departamencie Eure-et-Loir.
Według danych na rok 1990 gminę zamieszkiwało 835 osób, a gęstość zaludnienia wynosiła 26 osób/km² (wśród 1842 gmin Regionu Centralnego Terminiers plasuje się na 474. miejscu pod względem liczby ludności, natomiast pod względem powierzchni na miejscu 306.).